# Лисуново (Волгоградская область)
Лисуново — посёлок в Палласовском районе Волгоградской области, в составе Савинского сельского поселения.
Посёлок расположен на правом берегу реки Торгун, напротив посёлка Смычка, в 7 км северо-восточнее административного центра сельского поселения села Савинка. Посёлок обслуживает почтовое отделение 404231, расположенное в селе Савинка.
Населённый пункт включён в справочник административно-территориального деления Волгоградской области при переиздании справочника в 1987 году вместо посёлка бригады № 6 колхоза имени Чапаева.

## Население
Динамика численности населения по годам:
| 1987 | 2002 |
| ---- | ---- |
| ≈180 | 162  |

| 2010 |
| ---- |
| 119  |